# Ваља луј Михај (Алба)
Ваља луј Михај (рум. Valea lui Mihai) насеље је у Румунији у округу Алба у општини Винцу де Жос. Oпштина се налази на надморској висини од 375 m.

## Становништво
Према подацима из 2002. године у насељу је живело 40 становника, од којих су сви румунске националности.